# Alberto Corbacho
Alberto Corbacho De la Cruz, (Palma de Mallorca, España, 1 de octubre de 1984) es un jugador de baloncesto español, ocupa la posición de Alero, actualmente milita en las filas del Club Baloncesto Culleredo, de la Tercera FEB.

## Trayectoria
Formando en las categorías inferiores del San José Obrero de Palma de Mallorca, donde coincide con Rudy Fernández. En el año 2003 ficha por las categorías inferiores del CB Málaga, siendo sus primeras siete temporadas un jugador destacado en la Liga LEB. Es un jugador especializado en el tiro exterior, su gran facilidad para armar el brazo y salir de bloqueos y tirar le hacen ser uno de los mayores especialistas en tiro triple de la Liga ACB. En la temporada 2012-13 consigue el récord de promedio de triples por partido para un jugador español, consiguiendo 3.2 triples por partido, metiendo 111 de 280 intentados, con un porcentaje de acierto del 40%. También es de destacar lo fiable que se muestra en los tiros libres, rondando un increíble promedio del 95 % durante las temporadas 2011-12 y 2012-13, siendo el líder estadístico en acierto durante estos dos años. Durante la temporada 2013-14 anota 106 triples y tiene un promedio de 12 puntos por partido, al igual que temporadas anteriores, se muestra muy fiable en la línea de tiros libres, con un porcentaje de 96%. La temporada siguiente sigue con promedios muy similares, con 12 puntos por partido, 98 triples en total, y 94 % de acierto en el tiro libre. Después de 5 exitosos años en Santiago de Compostela, para la temporada 2015-16 ficha por el Saski-Baskonia, teniendo un menor protagonismo en cancha y en el juego (38 triples durante la temporada ACB, y un promedio de 4 puntos por partido), pero siendo partícipe de la clasificación del equipo en la Final Four del año 2016. Para la temporada 2016-17 vuelva al Obradoiro, pero en el primer partido de la temporada se lesiona de gravedad con una rotura del tendón rotuliano de la rodilla izquierda.
Tras dos temporadas en Obradoiro ficha por el Delteco GBC por una temporada.
En noviembre de 2021 se retira de la práctica activa del baloncesto, cuando militaba en el Menorca Basquet
Jugó 226 partidos en la ACB -Obradoiro, Baskonia y Gipuzkoa-, con un promedio de 19:38 minutos, 9'2 puntos (37'5% de acierto en triples y 93'7% en tiros libres), 1'4 rebotes y 0'9 asistencias. 
En febrero de 2022, decide regresar a las canchas para jugar en el Club Baloncesto Culleredo de Liga EBA.